# Cosmopterix longivalvella
Cosmopterix longivalvella là một loài bướm đêm thuộc họ Cosmopterigidae. Loài này có ở Trung Quốc (Chiết Giang).
Chiều dài cánh trước khoảng 4,5 mm.
Ấu trùng ăn các loài Poaceae.